# Stazione di Rescaldina (1887)
La stazione di Rescaldina è stata una stazione ferroviaria posta sulla linea Saronno-Novara, era a servizio del comune Rescaldina.

## Storia
La stazione fu attivata nel il 5 ottobre 1887 insieme alla tratta Busto Arsizio-Saronno, continuò il suo esercizio fino alla sua chiusura avvenuta il 17 settembre 1990 e sostituita dalla nuova, in occasione del raddoppio della tratta ferroviaria Saronno-Rescaldina. Il vecchio fabbricato viaggiatori fu abbattuto nel 1996.

## Strutture e impianti
La vecchia stazione era composta da un fabbricato viaggiatori e due binari.

## Movimento
La stazione era servita dai treni regionali in servizio sulla tratta Milano–Saronno–Novara.